# KWMU
KWMU – St. Louis Public Radio ist die Flaggschiffstation des National Public Radio in St. Louis, Missouri. Die Station gehört und ist lizenziert auf die University of Missouri–St. Louis. Die Station strahlt ihr Programm auf UKW 90,7 MHz mit 100 kW aus. Angeschlossen sind die Stationen WQUB auf UKW 90,3 MHz für und KMST auf UKW 88,5 und 96,3 MHz.

## Programm
Das Programm von KMWU besteht im Wesentlichen aus NPR-Sendungen. Die wichtigsten Programme von NPR wie All Things Considered, Fresh Air und die Morning Edition werden übernommen. Daneben werden in Programmfenstern eigene Sendungen ausgestrahlt.
KWMU und WQUB bieten HD-Radio-Kanäle an. WQUB strahlt auf HD2 ein All-Jazz Programm und auf HD3 ein All-Classic Programm aus. WQUB bietet auf HD2 ein AAA-Musik Formatnamens „The Bridge“ und auf HD3 ebenfalls ein All-Classic Programm.

## Geschichte
KMWU ging 1972 auf Sendung. In den ersten Jahren moderierte der Ragtime-Pianist Trebor Tichenor die Sendung Ragophile bei der Station. Am 26. Juli 2012 übernahm KMWU offiziell den Sender WQUB von der Quincy University. Fortan diente WQUB als Semi-Relaisstation für KMWU und versorgt die Tri-State Area (Illinois, Missouri und Iowa). Vom 1. Juli 2017 an übernahm die UMSL die Station KMST aus Rolla der Missouri University of Science and Technology als „Satellit“ für das südliche Zentral-Missouri.